# Waulsort

Wappen von Waulsort

Waulsort (wallonisch: Åssôrt) ist ein Dorf in der Wallonie und ein Ortsteil der Gemeinde Hastière in der Provinz Namur, Belgien.
Bis zur Neuordnung der belgischen Gemeinden 1977 war Waulsort eine eigenständige Gemeinde.

## Geschichte
Die im 19. Jahrhundert ausgegrabene Höhle Caverne X in Waulsort erbrachte eine Grablegte, die in den 1990er Jahren ins Jungpaläolithikum datiert wurde. 
Die Benediktinerabtei Waulsort wurde im Jahr 946 gegründet. Sie wurde 1793, während der Französischen Revolution, aufgelöst. Vom 10. Jahrhundert bis zu ihrer Auflösung war sie vor allem als Eigentümerin des Lothar-Kristalls bekannt.

## Geografisches
Waulsort liegt an der Maas und ist der Standort eines Wehrs mit einer Umgehungsschleuse.

## Bildergalerie

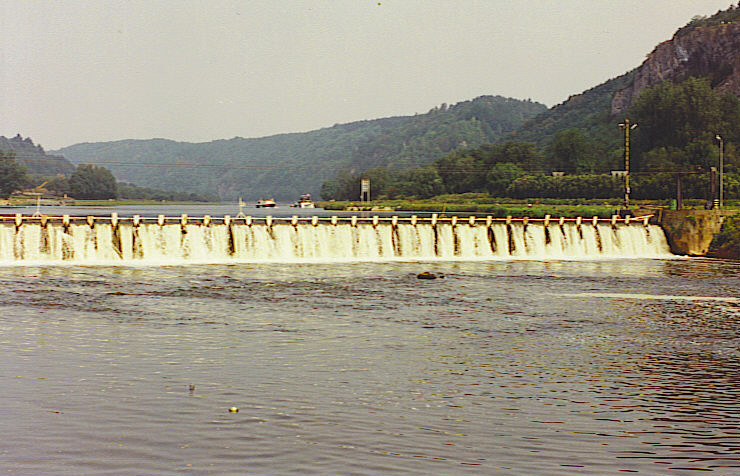
Staustufe bei Waulsort
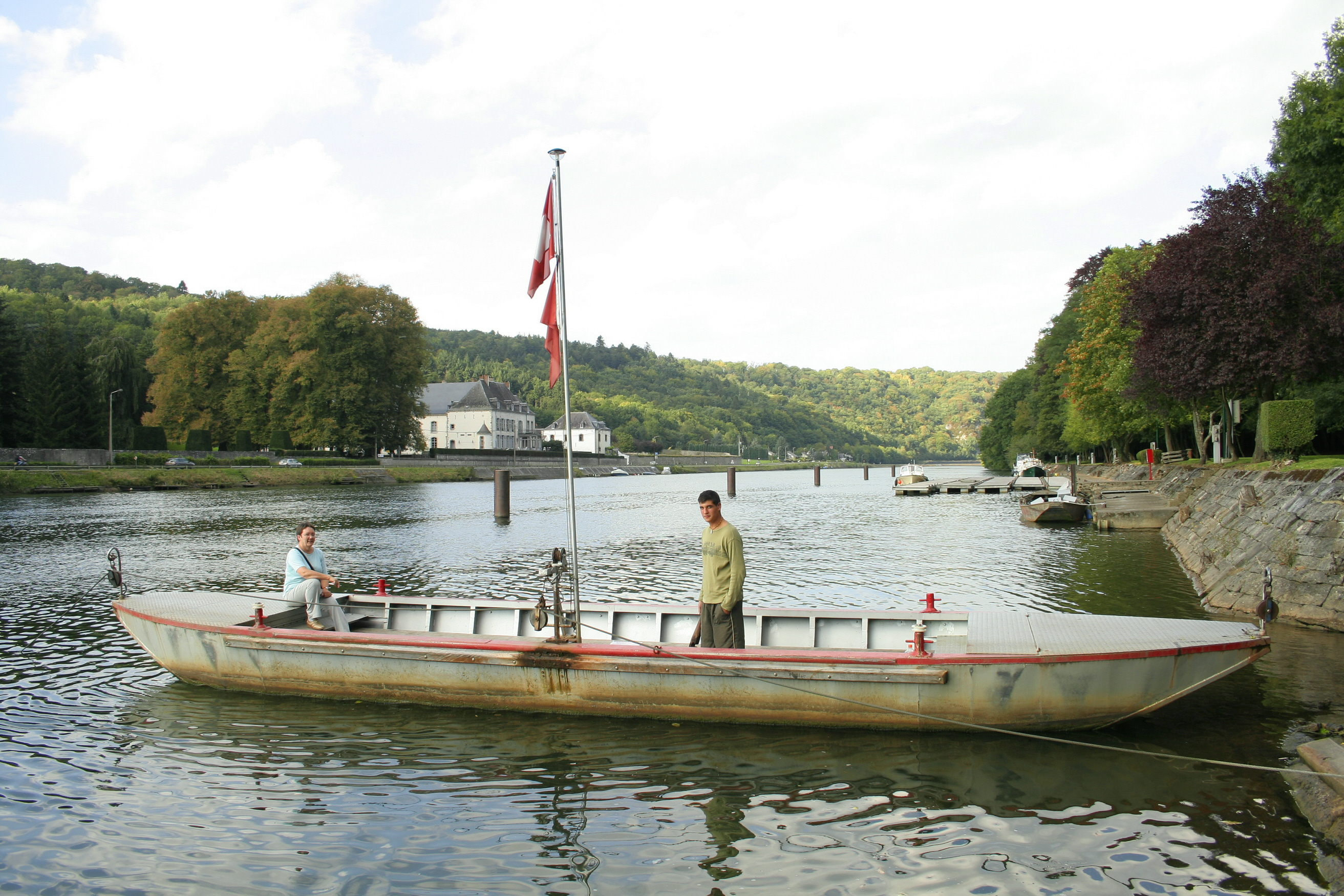
Fährmann und Boot auf der Maas
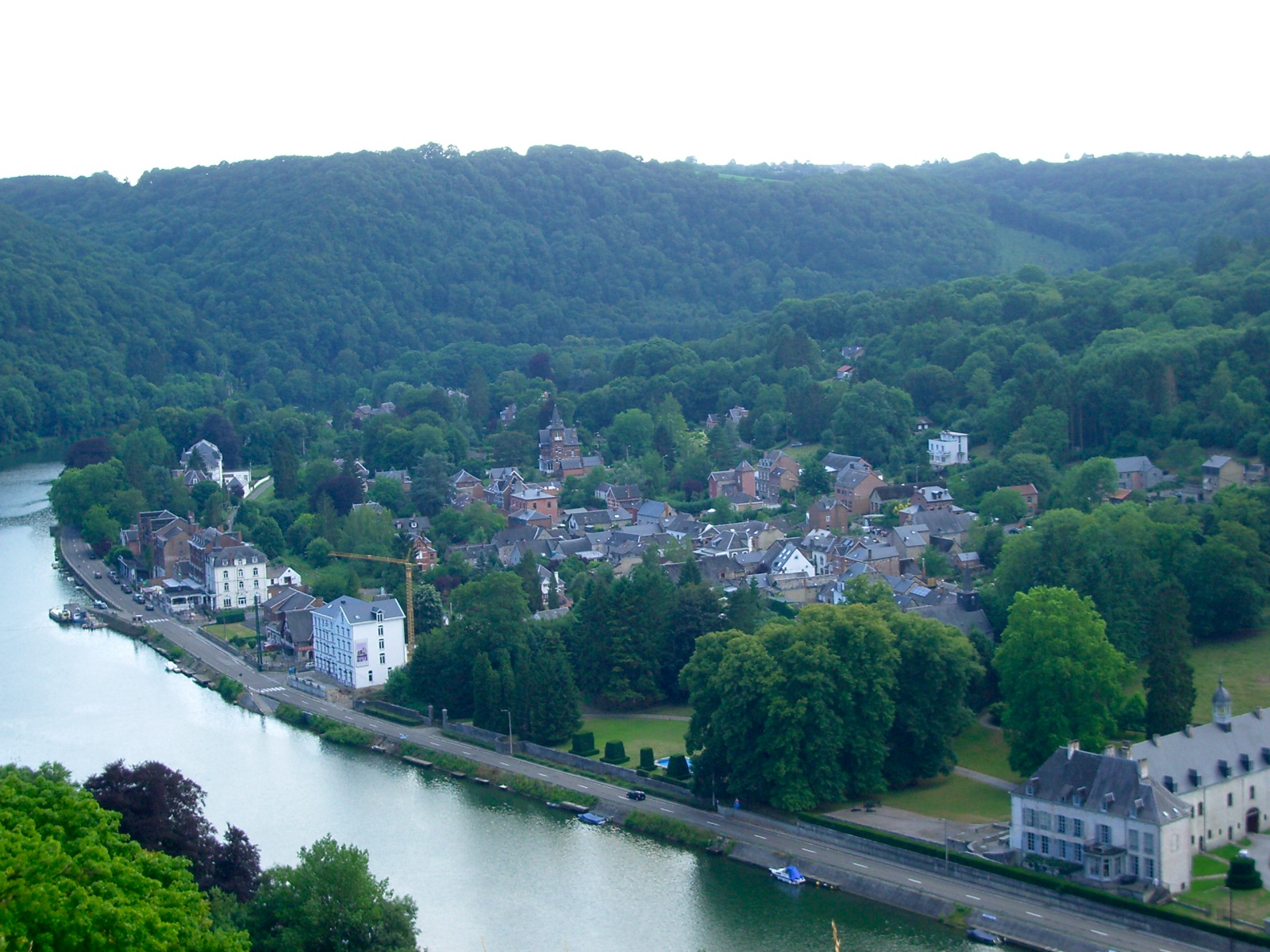
Waulsort
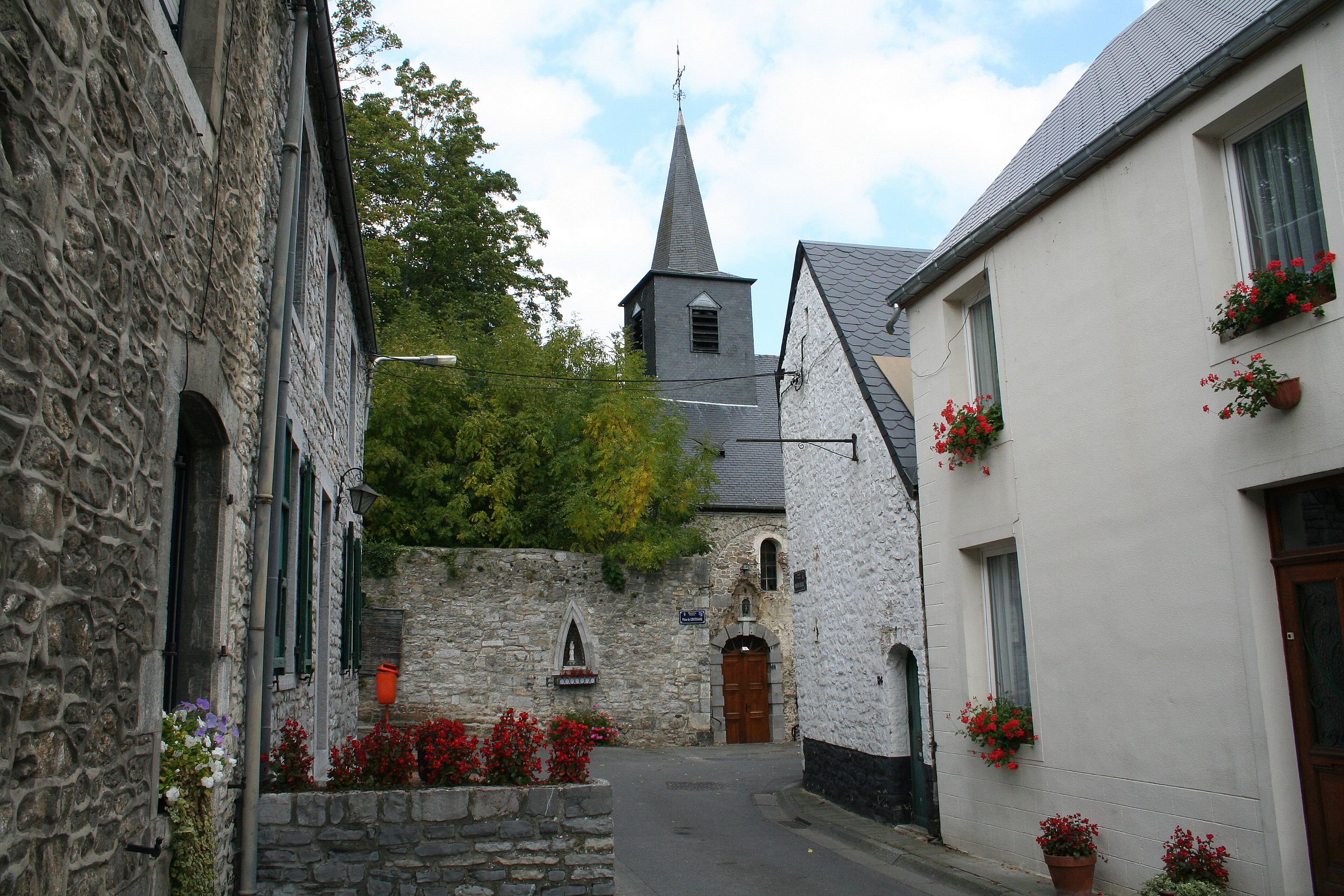
Straße der Kirche (Saint-Michel)